# Гродненская епархия
Гро́дненская епархия (бел. Гродзенская епархія) — епархия Белорусской православной церкви (Белорусского Экзархата Московского патриархата) с центром в городе Гродно. Территория епархии включает западную часть Гродненской области (территории Гродненского, Берестовицкого, Волковысского, Зельвенского, Мостовского, Свислочского и Щучинского, частично Вороновского районов).
Кафедральный собор — Покровский (Гродно), а также Петропавловский (Волковыск).
Учреждена как «Гродненская и Брестская» 23 января (4 февраля) 1900, выделением из Виленской и Литовской епархии.
В 1951 году под давлением властей Гродненская кафедра была упразднена, её приходы вошли в состав Минско-Белорусской епархии. Восстановлена в 1992 году.
Насчитывает (2010): 93 приходов; 112 священнослужителей (104 священник, 8 диаконов).

## Епископы
Русская православная церковь
- Иоаким (Левицкий) (1/23 января 1900 — 25 ноября 1903)
- Никанор (Каменский) (26 ноября 1903 — 9/22 декабря 1905)
- Михаил (Ермаков) (9 декабря 1905—1927)
- Владимир (Тихоницкий) (сентябрь 1918 — конец 1922), в/у

Польская православная автокефальная церковь
- Алексий (Громадский) (12 октября 1922 — 28 апреля 1934)
- Антоний (Марценко) (апрель 1934 — сентябрь 1937)
- Савва (Советов) (1937 — сентябрь 1939) — покинул паству с приходом Красной армии

Русская православная церковь
- Пантелеймон (Рожновский) (17 октября 1939 — 3 марта 1942); до 14 июня 1940 в/у
- Венедикт (Бобковский) (3 мая 1942 — июль 1944)
- Варсонофий (Гриневич) (30 декабря 1945 — 18 ноября 1948)
- Паисий (Образцов) (18 ноября 1948 — 13 декабря 1949)
- Питирим (Свиридов) (13 декабря 1949 — 17 марта 1950) в/у
- Сергий (Ларин) (17 марта 1950 — 1 февраля 1951)
- Валентин (Мищук) (19 февраля 1992 — 26 февраля 1994)
- Филарет (Вахромеев) (26 февраля 1994 — 3 февраля 1996) в/у
- Артемий (Кищенко) (4 февраля 1996 года — 9 июня 2021)
- Антоний (Доронин) (с 9 июня 2021)

## Благочиния и благочинные
- Гродненское городское (11 приходов) — протоиерей Вячеслав Гапличник
- Скидельское (19 приходов) — иерей Кирилл Близнюк
- Берестовицкое (8 приходов) — протоиерей Сергий Шелест
- Волковысское (13 приходов) — иерей Александр Юзва
- Зельвенское (7 приходов) — иерей Георгий Суботковский
- Мостовское (9 приходов) — протоиерей Владимир Саверченко
- Свислочское (9 приходов) — протоиерей Сергий Шелест
- Щучинское (18 приходов) — иерей Александр Пастерняк

По состоянию на октябрь 2022 года добавилось Вороновское благочиние. Благочинный- иерей Игорь Волошин 

## Монастыри
- Гродненский в честь Рождества Пресвятой Богородицы женский монастырь

## Храмы
См. Храмы Гродненской епархии